# The Final Frontier World Tour

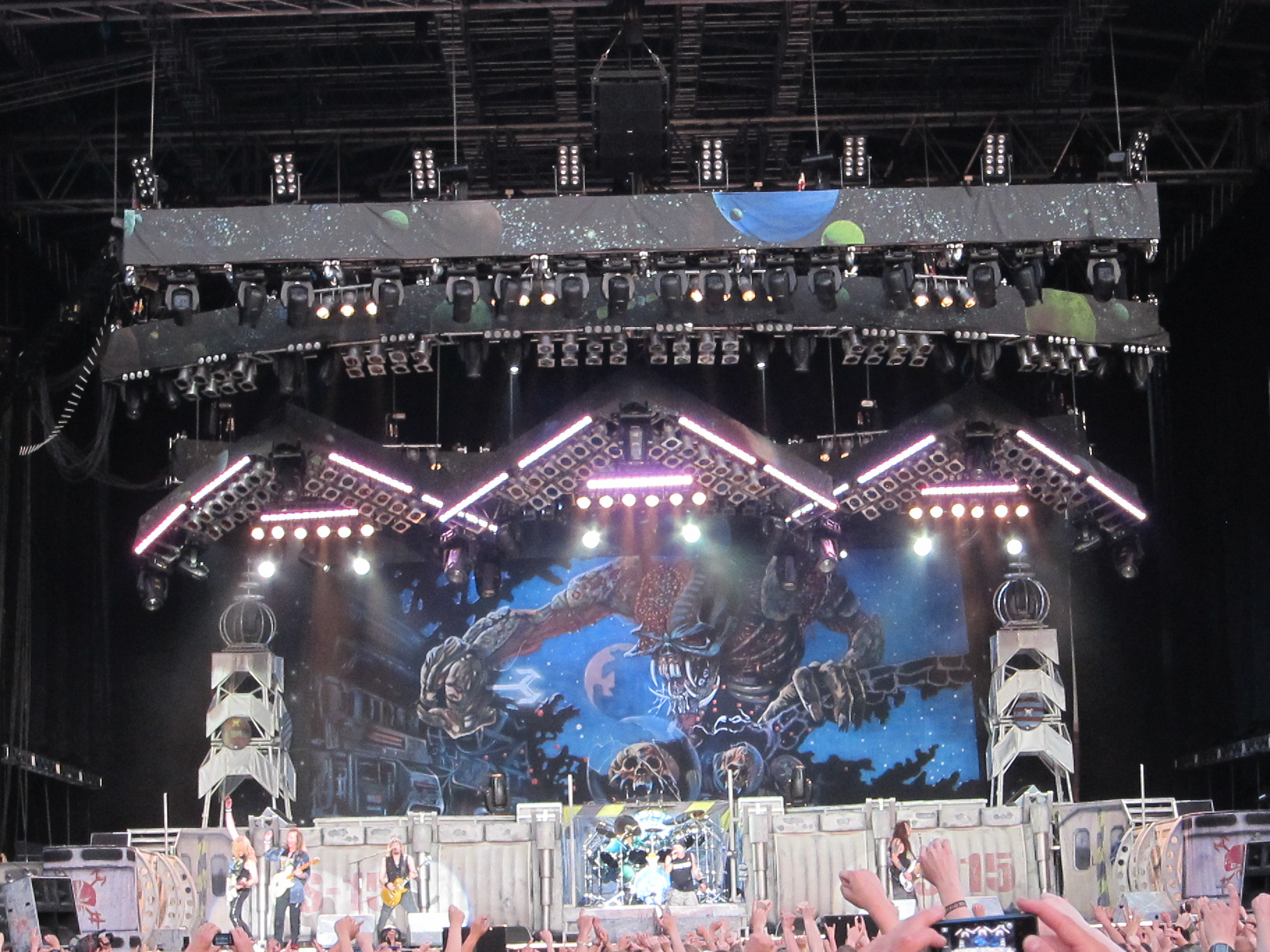

The Final Frontier World Tour var det engelska heavy metal-bandet Iron Maidens turné under 2010 och 2011, som gjordes i samband med deras femtonde studioalbum The Final Frontier.
Turnén började den 9 juni 2010 i Dallas, Texas och slutade den 6 augusti 2011 i London, England. Totalt uppgick turnén till 98 konserter i 36 länder på fem kontinenter.
Sommarturnén 2010 gjordes innan The Final Frontier hade släppts och fokuserade till stor del på Iron Maidens 2000-tal. Själva albumturnén tog vid under 2011. 
Blood Brothers tillägnades regelbundet till den nyligen avlidne Ronnie James Dio.

## Sverige
Den 7 augusti 2010 spelade Iron Maiden på Sonisphere Festival i Stockholm, som del av sommarturnén. 
Den 1 juli 2011 spelade Iron Maiden på Ullevi i Göteborg som del av själva albumturnén. Publiken på Ullevi uppgick till 56 245.

## En Vivo!
Konserten i Santiago de Chile den 10 april 2011 spelades in och filmades och gavs ut i mars 2012 som livealbum och konsert-dvd med titeln En Vivo!

## Låtlista 2011
Intro: Satellite 15... (The Final Frontier, 2010)
1. The Final Frontier (The Final Frontier, 2010)
2. El Dorado (The Final Frontier, 2010)
3. 2 Minutes to Midnight (Powerslave, 1984)
4. The Talisman (The Final Frontier, 2010)
5. Coming Home (from The Final Frontier, 2010)
6. Dance of Death (Dance of Death, 2003)
7. The Trooper (Piece of Mind, 1983)
8. The Wicker Man (Brave New World, 2000)
9. Blood Brothers (Brave New World, 2000)
10. When The Wild Wind Blows (from The Final Frontier, 2010)
11. The Evil That Men Do (Seventh Son of a Seventh Son, 1988)
12. Fear of the Dark (Fear of the Dark, 1992)
13. Iron Maiden (Iron Maiden, 1980)
14. The Number of the Beast (The Number of the Beast, 1982)
15. Hallowed Be Thy Name (The Number of the Beast, 1982)
16. Running Free (Iron Maiden, 1980)

## Låtlista sommaren 2010
Intro: Mars, the Bringer of War ( Gustav Holst 1914-1916)
1. The Wicker Man (Brave New World, 2000)
2. Ghost of the Navigator (Brave New World, 2000)
3. Wrathchild (Killers, 1981)
4. El Dorado (The Final Frontier, 2010)
5. Dance of Death (Dance of Death, 2003)
6. The Reincarnation of Benjamin Breeg (A Matter of Life and Death, 2006)
7. These Colours Don't Run (A Matter of Life and Death, 2006)
8. Blood Brothers (Brave New World, 2000)
9. Wildest Dreams (Dance of Death, 2003)
10. No More Lies (Dance of Death, 2003)
11. Brave New World (Brave New World, 2000)
12. Fear of the Dark (Fear of the Dark, 1992)
13. Iron Maiden (Iron Maiden, 1980)
14. The Number of the Beast (The Number of the Beast, 1982)
15. Hallowed Be Thy Name (The Number of the Beast, 1982)
16. Running Free (Iron Maiden, 1980)

1. ↑  https://www.aftonbladet.se/nojesbladet/musik/a/zL43aK/maiden-gloder